# 杜蘭 (新墨西哥州)
杜蘭（英語：Duran）是位於美國新墨西哥州托蘭斯縣的普查規定居民點。

## 人口
根據2020年美國人口普查的數據，杜蘭的面積為12.15平方千米，皆為陸地。當地共有人口44人，而人口密度為每平方千米3.62人。